# Banki (Orissa)
Banki è una città dell'India di 15.987 abitanti, situata nel distretto di Cuttack, nello stato federato dell'Orissa. In base al numero di abitanti la città rientra nella classe IV (da 10.000 a 19.999 persone).

## Geografia fisica
La città è situata a 20° 23' 38 N e 85° 31' 24 E.

## Società

### Evoluzione demografica
Al censimento del 2001 la popolazione di Banki assommava a 15.987 persone, delle quali 8.320 maschi e 7.667 femmine. I bambini di età inferiore o uguale ai sei anni assommavano a 1.722, dei quali 918 maschi e 804 femmine. Infine, coloro che erano in grado di saper almeno leggere e scrivere erano 12.101, dei quali 6.833 maschi e 5.268 femmine.